# Freddy Herbrand
Freddy Herbrand, né à Malmedy le 1er juin 1944, est un ancien champion de Belgique de décathlon.  Après sa carrière sportive, il fut pendant trente–trois ans successivement entraîneur et ensuite directeur technique de la fédération d’athlétisme du Qatar.

## Biographie
Freddy Herbrand naît à Malmedy le 1er juin 1944.  Après avoir joué au football au sein du club local, et au basket en première division belgeil décide de se consacrer à un sport individuel et choisit le décathlon.  Ne disposant pas de budgets importants pour son entraînement, il organise à Malmedy des shows où il invite d’autres sportifs belges comme Joël Robert ou Serge Reding en vue de recueillir des fonds.  Tout au long de sa carrière, il sera à plusieurs reprises champion de Belgique du décathlon, mais aussi de plusieurs autres disciplines comme le saut en hauteur, le saut en longueur, le triple saut ou le 110 mètres haies.
Il participe à ses premiers jeux olympiques en 1968 à Mexico, ce qui de son propre aveu lui permettra de se constituer une expérience qui lui sera utile par la suite.  Le 20 juin 1971 il bat avec un total de 7998 points (qui sera ramené par la suite à 7840 points après la révision des tables de conversion du décathlon) le record de Belgique du décathlon.   Ce record restera en place pendant 33 ans et ne sera battu que le 5 juin 2005 par Frédéric Xhonneux.
Lors de jeux olympiques de Munich, Freddy Herbrand termine à la sixième place du décathlon, ce qui restera la meilleure performance belge dans cette discipline jusqu’aux jeux de Londres en 2012.
Au terme de sa carrière sportive, il s’adresse à Raoul Mollet en lui demandant de lui trouver un poste d’entraîneur dans un pays de la péninsule arabique.  Mollet lui recommande le Qatar où Herbrand va travailler durant trente-trois années, successivement comme entraîneur et directeur technique du sport olympique,  Il obtiendra de bons résultats, le Qatar parvenant sous son égide notamment à terminer deuxième au tableau des médailles lors des championnats d’athlétisme de 1988 à Singapour, alors qu’il n’alignait pas de compétitrices féminines.
En 1990, il souhaite déposer sa candidature à la présidence de la Ligue belge francophone d'athlétisme, mais ne pourra finalement le faire pour une question de procédure.  Il ne cherchera plus à présenter sa candidature par la suite. Au début des années 1990, Freddy Herbrand siège en tant que conseiller PSC-Malmedy 2000 au conseil communal de sa vile natale.

## Championnats de Belgique
| Discipline       | Année                  |
| ---------------- | ---------------------- |
| Saut en hauteur  | 1964, 1965, 1967, 1970 |
| Saut en longueur | 1971, 1972             |
| Triple saut      | 1963, 1964, 1965       |
| 110 m haies      | 1971, 1972             |
| Décathlon        | 1968, 1970, 1971, 1973 |

## Statistiques

### Records personnels
| Discipline      | Performance | Date            | Lieu      |
| --------------- | ----------- | --------------- | --------- |
| Décathlon       | 7998 points | 19/20 juin 1971 | Bruxelles |
| Saut en hauteur | 2,15 m      |                 |           |

## Palmarès

### 110mhaies
- 1971:  Championnats de Belgique d'athlétisme 1971 - 14,3 s
- 1972:  Championnats de Belgique d'athlétisme 1972 - 14,4 s
- 1974:  Championnats de Belgique d'athlétisme 1974 - 14,5 s

### Saut en hauteur
- 1963:  Championnats de Belgique d'athlétisme 1963 - 1,85 m
- 1964:  Championnats de Belgique d'athlétisme 1964 - 2,01 m
- 1965:  Championnats de Belgique d'athlétisme 1965 - 1,95 m
- 1967:  Championnats de Belgique d'athlétisme 1967 - 1,97 m
- 1970:  Championnats de Belgique d'athlétisme 1970 - 2,00 m

### Saut à la perche
- 1970:  Championnats de Belgique d'athlétisme 1970 - 4,30 m

### Saut en longueur
- 1971:  Championnats de Belgique d'athlétisme 1971 - 7,51 m
- 1972:  Championnats de Belgique d'athlétisme 1972 - 7,45 m

### Triple saut
- 1963:  Championnats de Belgique d'athlétisme 1963 - 14,50 m
- 1964:  Championnats de Belgique d'athlétisme 1964 - 14,37 m
- 1965:  Championnats de Belgique d'athlétisme 1965 - 14,26 m

### Décathlon
- 1968:  Championnats de Belgique d'athlétisme 1968 - 7208 p
- 1970:  Championnats de Belgique d'athlétisme 1970 - 7630 p
- 1971:  Championnats de Belgique d'athlétisme 1971 - 7777 p
- 1971: 17e Championnats d'Europe d'athlétisme 1971 - 7328 p
- 1972: 6e JO de Munich - 7897 p
- 1973:  Championnats de Belgique d'athlétisme 1971 - 7744 p